# Elyhordeum pavlovii
Elyhordeum pavlovii är en gräsart som först beskrevs av Sergej Arsenjevitj Nevskij, och fick sitt nu gällande namn av Nikolai Nikolaievich Tzvelev. Elyhordeum pavlovii ingår i släktet Elyhordeum och familjen gräs. Inga underarter finns listade i Catalogue of Life.